# Kim Sam-soo
Kim Sam-soo (ur. 8 lutego 1963 w Daejeon) – były południowokoreański piłkarz występujący na pozycji pomocnika.

## Kariera klubowa
Kim karierę rozpoczynał w 1980 roku w drużynie z Donga University. W 1985 roku trafił do klubu Hyundai Horang-i. W 1986 wywalczył z klubem wicemistrzostwo Korei Południowej.
W 1989 roku Kim odszedł do drużyny Lucky-Goldstar Hwangso. W 1990 roku wywalczył z nią mistrzostwo Korei Południowej. Karierę zakończył w Daewoo Royals w 1994.

## Kariera reprezentacyjna
W reprezentacji Korei Południowej Kim zadebiutował w 1984 roku. W 1986 roku został powołany do kadry na Mistrzostwa Świata. Na Mundialu w Meksyku był rezerwowym i nie wystąpił w żadnym meczu. Ogółem w latach 1984-1988 rozegrał w 16 spotkań, w których strzelił 1 bramkę.

## Kariera trenerska
Po zakończeniu kariery piłkarskiej Kim został trenerem. Dotychczas prowadził Daejeon Citizen i Cheonan FC. Z Daejeon zdobył Puchar Korei Południowej w 2001.